# オーシャンマスター
オーシャンマスター（英: Ocean Master）は、DCコミックスの出版するアメリカン・コミックスに登場する架空のスーパーヴィラン。ボブ・ハニーとニック・カーディーによって創造され、1966年の"Aquaman #29"で初登場した。アクアマンの弟。

## その他のメディア

### 映画
アクアマン（2018年）
アクアマン/失われた王国（2023年）
演 - パトリック・ウィルソン、日本語吹替 - 中村悠一

### アニメ
ジャスティス・リーグ (2001年-2004年)
声 - リチャード・グリーン
バットマン:ブレイブ&ボールド (2008年-2011年)
声 - ウォレス・ランガム
ヤング・ジャスティス (2010年-現在)
声 - ロジャー・クレイグ・スミス
ジャスティス・リーグ:アトランティスの進撃 (2015年)
声 - サム・ウィットワー

### ゲーム
バットマン アーカム・ナイト (2015年)
「オーシャンマスター・スシ」という店名の寿司バーが登場する。